# Rừng ngập mặn

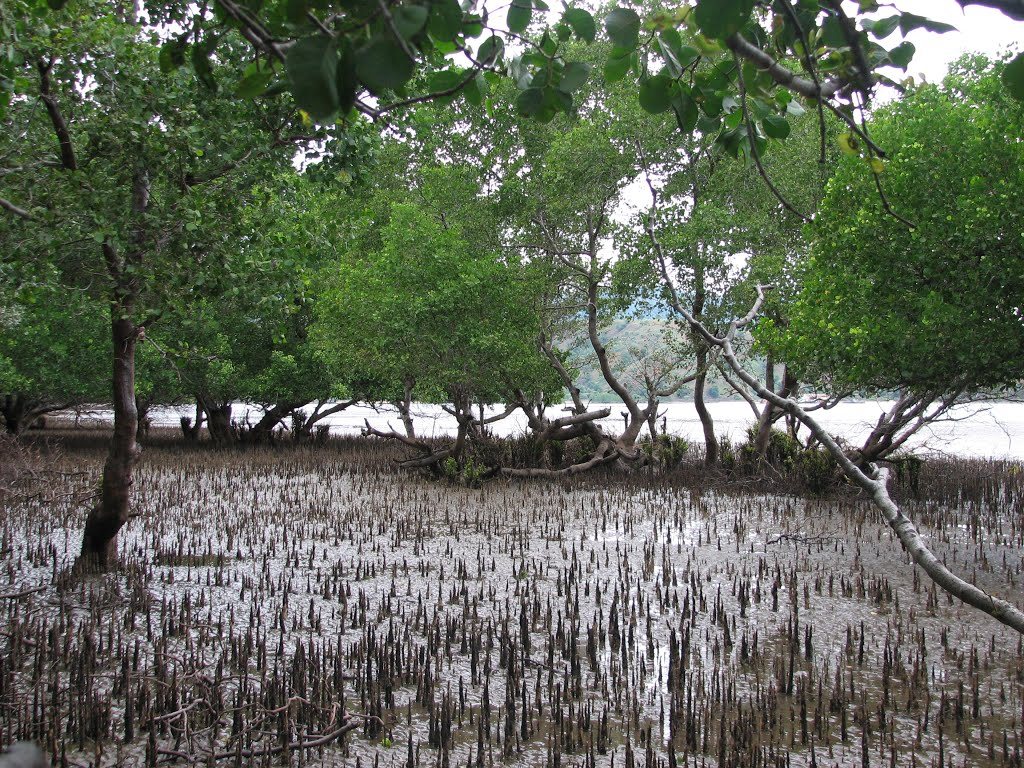
Rừng ngập mặn ở Tibar (Đông Timor)

Rừng ngập mặn: Khái niệm về rừng ngập mặn đã được nhiều tác giả đề cập. Một trong những khái niệm về RNM được sử dụng rộng rãi do Tomlinson P.B (1986) đề xuất, cho rằng RNM là “nơi mà các thực vật thân gỗ và cây bụi sinh trưởng và phát triển ở vùng chuyển tiếp giữa đất liền và biển thuộc vùng nhiệt đới và á nhiệt đới, nơi chúng có thể tồn tại trong điều kiện độ mặn cao, triều cường, sóng lớn, nhiệt độ cao, trên đất bùn và đất thiếu khí ".
Theo NOAA (National Oceanic and Atmospheric Administration) của NOS (National Ocean Service), 2023 cho rằng: Rừng ngập mặn là một nhóm cây gỗ và cây bụi sống ở vùng bãi triều ven biển. Có khoảng 80 loài cây ngập mặn khác nhau. Tất cả những cây này mọc ở những vùng đất có hàm lượng oxy thấp, nơi nước chảy chậm cho phép tích tụ trầm tích mịn. Rừng ngập mặn chỉ phát triển ở vĩ độ nhiệt đới và cận nhiệt đới gần xích đạo vì chúng không chịu được nhiệt độ đóng băng. Nhiều khu rừng ngập mặn có thể được nhận ra nhờ hệ thống rễ chống dày đặc khiến cây trông như đang đứng trên mặt nước. Rễ rối này cho phép cây chịu được sự lên xuống hàng ngày của thủy triều, điều đó có nghĩa là hầu hết rừng ngập mặn bị ngập ít nhất hai lần mỗi ngày. Rễ cũng làm chậm chuyển động của nước thủy triều, làm cho trầm tích lắng ra khỏi nước và bồi đắp đáy bùn. Rừng ngập mặn ổn định đường bờ biển, giảm xói mòn do bão, dòng chảy, sóng và thủy triều. Hệ thống rễ phức tạp của rừng ngập mặn cũng làm cho những khu rừng này trở nên hấp dẫn đối với cá và các sinh vật khác đang tìm kiếm thức ăn và nơi trú ẩn khỏi những kẻ săn mồi.
Theo Thông tư số 33/2018/TT-BNNPTNT ngày 16/11/2018 của Bộ Nông nghiệp và Phát triển nông thôn nay là Bộ Nông nghiệp và Môi trường thì rừng ngập mặn được xác định: “Rừng ngập mặn, bao gồm: rừng ven bờ biển và các cửa sông có nước triều mặn ngập thường xuyên hoặc định kỳ”.
Theo Tiêu chuẩn Quốc gia: TCVN 12509-3:2018. Rừng trồng - Rừng sau thời gian kiến thiết cơ bản - Phần 3: nhóm loài cây ngập mặn, định nghĩa: Rừng ngập mặn là Rừng phát triển trên vùng đất ngập nước mặn vùng cửa sông, ven biển hoặc dọc theo các sông ngòi, kênh rạch có nước lợ do thủy triều lên xuống hàng ngày.
Tuy nhiên, khi nghiên cứu về phân bố rừng ngập mặn ở Việt Nam giai đoạn 2005 đến 2025, TS. Đỗ Quý Mạnh - Viện Sinh thái và Bảo vệ công trình nhận thấy, không những sự phân bố của rừng ngập mặn là ven bờ biển, các cửa sông, mà còn gặp rất nhiều quần xã thực vật ngập mặn ở các khu vực vụng, vịnh, đầm, phá,… Đặc trưng khu vực Nam Trung Bộ phân bố rừng ngập mặn tập trung tại các đầm lớn như đầm Thị Nại, đầm Đề Gi, huyện Phù Cát, tỉnh Bình Định; đầm Nại, Vườn Quốc gia Núi Chúa tỉnh Ninh Thuận; khu vực xã Ninh Ích, thị xã Ninh Hòa, tỉnh Khánh Hòa,… Như vậy, có thể hiểu Rừng ngập mặn là một hệ sinh thái đặc trưng ở khu vực nước mặn ven bờ ở Việt Nam với sự phân bố rừng ở các khu vực ven bờ biển, các cửa sông, vùng vịnh, đầm, phá nơi rừng thích nghi với các điều kiện lập địa đặc trưng là nước mặn, đất yếm khí và chịu ảnh hưởng của chế độ sóng biển, thủy triều định kỳ hoặc thường xuyên.

## Sinh thái học

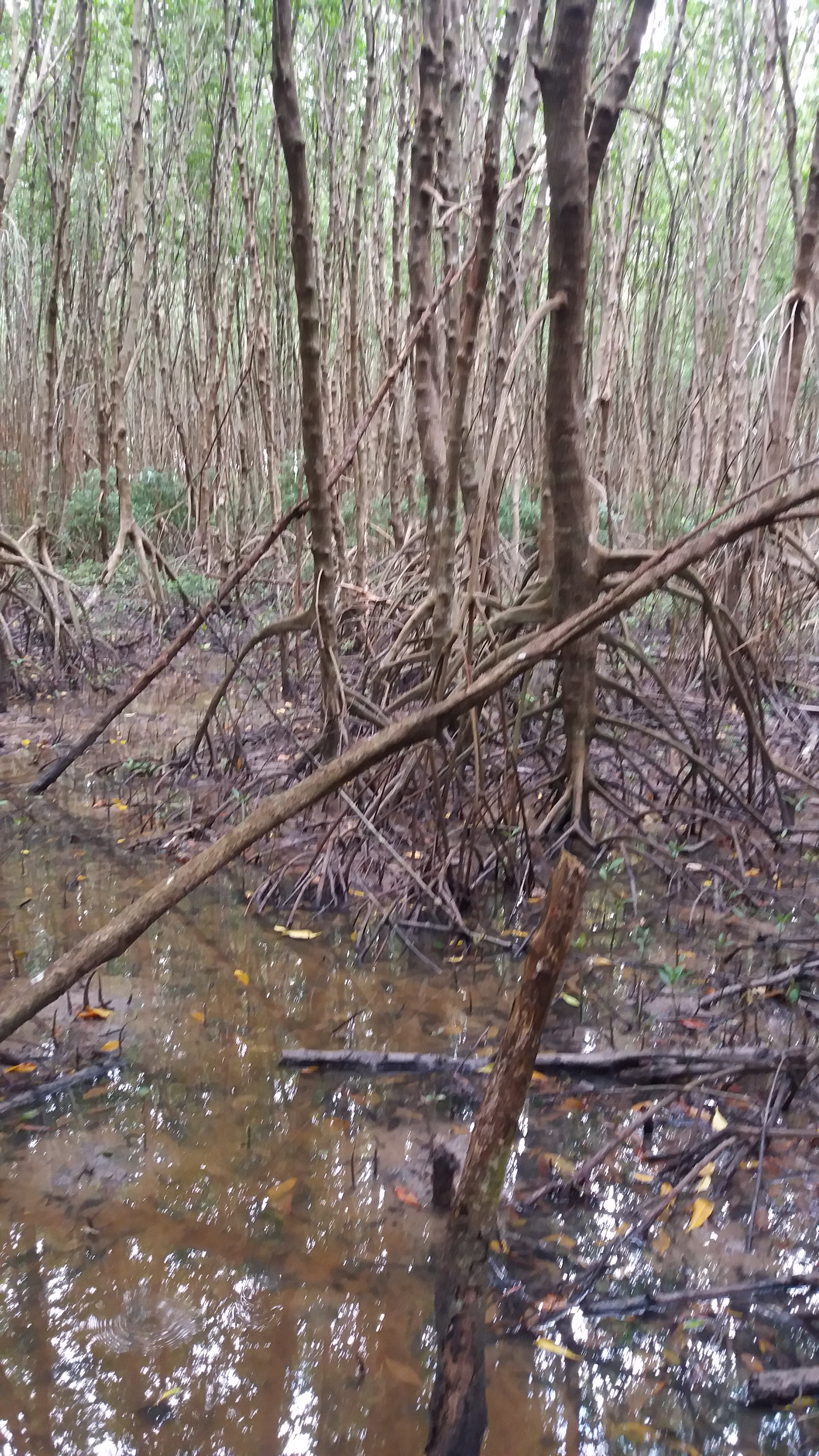
Rừng ngập mặn ở Việt Nam

Môi trường sinh thái của rừng ngập mặn là chuyển tiếp giữa biển và đất liền do vậy sự tồn tại phân bổ, phát triển và tổ thành loài của rừng ngập mặn chịu ảnh hưởng của nhiều nhân tố sinh thái mà cho đến nay vẫn chưa có những đánh giá hay khẳng định về mức độ quan trọng của các nhân tố sinh thái đó.

### Khí hậu
Khí hậu với các yếu tố như nhiệt độ, gió và lượng mưa tác động ảnh hưởng đến ranh giới phân bổ và kích thước phát triển của các loài thực vật trong rừng ngập mặn. Nhiệt độ cũng ảnh hưởng rõ ràng đến phân bổ của giới động vật cư trú tại rừng ngập mặn.

### Thủy văn
Các yếu tố của thủy văn như thủy triều, hải lưu, dòng nước ngọt là những yếu tố tương đối quan trọng và ảnh hưởng lớn đến phân bổ của rừng ngập mặn. Chúng không những ảnh hưởng trực tiếp lên thực vật tại rừng ngập mặn qua mức độ ngập, thời gian ngập, độ mặn, kết cấu thể nền, sự bốc hơi mà còn tác động tới sinh trưởng của cây rừng ngập mặn và các loài động vật của rừng ngập mặn.

### Độ mặn
Độ mặn là một trong những yếu tố sinh thái quan trọng nhất ảnh hưởng trực tiếp đến sinh trưởng và tồn tại của rừng ngập mặn. Đối với nồng độ mặn khác nhau của nước biển sẽ kéo theo sự phân bố khác nhau của các loài thực vật tổ thành nên rừng ngập mặn. Độ mặn còn ảnh hưởng tới kích thước sinh trưởng nhiều loài thực vật và động vật rừng ngập mặn. Rừng ngập mặn phát triển tốt nhất nơi nước ngập có độ mặn từ 15-25‰, nhưng nơi có độ mặn dưới 4‰ sẽ không còn rừng ngập mặn tự nhiên, nhưng nới có độ mặn 40-80‰ rừng ngập mặn sẽ có tổ thành loài nghèo nàn.

### Thể nền
Rừng ngập mặn phát triển phổ biến nhất ở thể nền bùn sét là các khu vực ngập mặn ven biển ở vịnh kín, cửa sông. Tuy nhiên nhiều thể nền khác cũng có thể phát triển rừng ngập mặn như bùn cát, sét bùn cát, ít khi ghi nhận thấy thể nền của rừng ngập mặn là san hô hay cát thô lẫn sỏi đá.

### Địa hình
Rừng ngập mặn chủ yếu xuất hiện ở các vùng có địa hình bờ biển nông cạn, ít sóng. Những khu vực có bờ biển hẹp, sâu, khúc khuỷu thường không xuất hiện sự phát triển của rừng ngập mặn tự nhiên.

## Phân bố

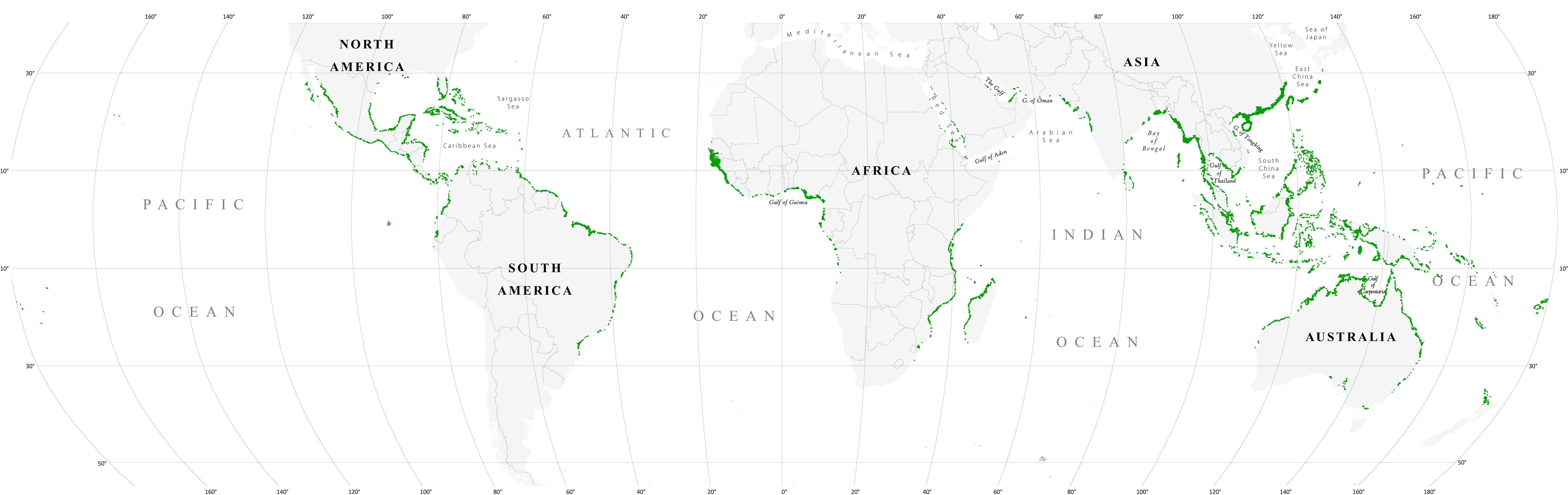
Bản đồ phân bổ rừng ngập mặn trên thế giới

Rừng ngập mặn có thể được tìm thấy ở hơn 118 quốc gia và vùng lãnh thổ trong khu vực nhiệt đới và cận nhiệt đới của thế giới. Các tỷ lệ phần trăm về diện tích lớn nhất của rừng ngập mặn được tìm thấy giữa 5° vĩ Bắc và 5° vĩ Nam. Khoảng 75 % rừng ngập mặn trên thế giới được tìm thấy trong chỉ 15 quốc gia. Châu Á có số lượng rừng ngập mặn lớn nhất (42%) của thế giới, tiếp theo là châu Phi (21%), Bắc và Trung Mỹ (15%), Châu Đại Dương (12%) và Nam Mỹ (11%). Wahsh (1974) phân chia thảm cây ngập mặn thế giới thành 2 nhóm chính:
- Khu vực Ấn Độ Dương - Thái Bình Dương gồm Nam Nhật Bản, Philippines, Đông Nam Á, Ấn Độ, bờ biển Hồng Hải, Đông Phi, Úc, New Zealand, quần đảo phía Nam Thái Bình Dương tới tận đảo Samoa.
- Khu vực Tây Phi và châu Mỹ, bao gồm bờ biển châu Phi phía Đại Tây Dương, quần đảo Galapagos và châu Mỹ.

Tổng diện tích rừng ngập mặn thế giới vào khoảng 15.429.000 ha, trong đó có 6.246.000 ha thuộc châu Á nhiệt đới và châu Đại dương, 5.781.000 ha ở châu Mỹ nhiệt đới và 3.402.000 ha thuộc châu Phi.

### Rừng ngập mặn ở Việt Nam

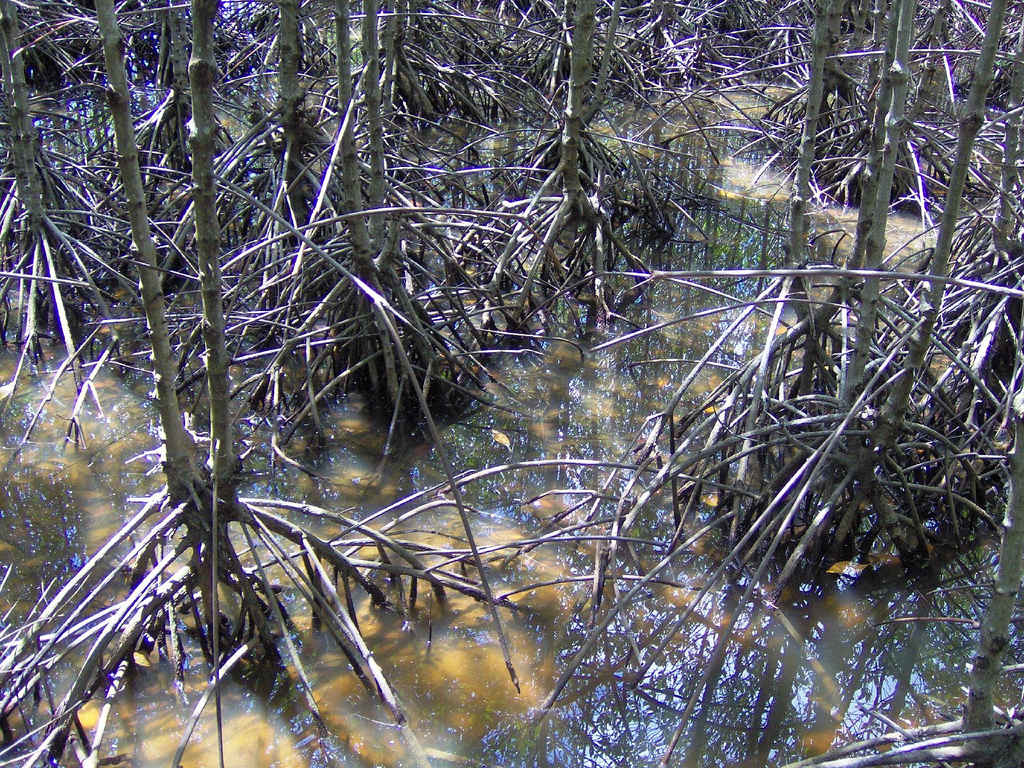
Rừng ngập mặn tại Khu dự trữ sinh quyển Cần Giờ, Việt Nam

Năm 2013, rừng ngập mặn ở Việt Nam che phủ diện tích khoảng 155.279 hecta, hầu hết ở Đồng bằng sông Cửu Long.

## Vai trò
Rừng ngập mặn quan trọng là vì chúng cung cấp rất nhiều lợi ích cho con người, động vật và những hệ sinh thái xung quanh.

### Cung cấp sinh kế cho con người
Rừng ngập mặn cung cấp nhiều loại nguyên vật liệu mà con người cần. Con người ăn, đánh bắt và bán nhiều loài cá và động vật có vỏ sống trong rừng ngập mặn. Rừng ngập mặn còn cung cấp nhiều nguyên liệu mà con người thường xuyên sử dụng như củi và than (từ những cành cây chết), dược liệu, sợi, thuốc nhuộm, mật ong và lá dừa để lợp mái. Rừng ngập mặn có giá trị về văn hóa đối với rất nhiều người và còn thích hợp cho du lịch. Rừng ngập mặn đang là nơi cung cấp sinh kế cho nhiều người trên toàn thế giới,họ sống dựa vào việc khai khác các giá trị từ những cánh rừng ngập mặn.

### Bảo vệ chống thiên tai
Rừng ngập mặn bảo vệ con người, nhà cửa và ruộng rẫy khỏi thiên tai như bão, ngập lụt và sóng triều. Những thân cây, cành và rễ của rừng ngập mặn có vai trò như những rào cản giúp giảm những ảnh hưởng của sóng, ngập lụt và gió mạnh.

### Giảm xói lở và bảo vệ đất
Rừng ngập mặn có một hệ thống lớn các thân, cành và rễ giúp bảo vệ bờ biển và đất đai khỏi xói lở và ảnh hưởng của sóng. Thường tại những khu vực bờ sông và bờ biển nơi rừng ngập mặn đã bị tàn phá thì hiện tượng xói lở xảy ra rất mạnh. Hệ thống lớn các thân, cành và rễ còn giúp cho quá trình lấn biển giúp tăng diện tích đất bằng cách giữ lại và kết dính những vật liệu phù sa từ sông mang ra. Cũng bằng cách này mà cây rừng ngập mặn tự xây dựng cho mình môi trường sống thích hợp. Loài Mắm là cây tiên phong trong việc phát triển rừng ngập mặn, chúng giúp cốt kết đất bùn loãng và giữ phù sa ở lại, sau đó là các loài khác phát triển theo như Đước, Bần, ô rô, quá trình xảy ra liên tục, rừng ngập mặn ngày càng phát triển hướng ra biển và các bãi bồi ven biển.

### Giảm ô nhiễm
Rừng ngập mặn giúp lọc bỏ các chất phú dưỡng, trầm tích và chất ô nhiễm ra khỏi đại dương và sông ngòi. Vì thế, chúng giúp lọc sạch nước cho những hệ thống sinh thái xung quanh (như hệ sinh thái san hô, cỏ biển). Rừng ngập mặn được ví như là quả Thân của môi trường. Bằng các quá trình sinh hóa phức tạp, rừng ngập mặn phân giải, chuyển hóa, hấp thụ các chất độc hại.

### Giảm tác động của biến đổi khí hậu
Với việc biến đổi khí hậu được dự đoán là sẽ làm tăng mức độ xảy ra của những hiện tượng thời tiết cực đoan như bão và lũ lụt, rừng ngập mặn sẽ trở nên đặc biệt quan trọng để bảo vệ con người, nhà cửa và ruộng đồng khỏi những thiên tai này. Rừng ngập mặn còn có tác dụng rất tốt trong việc loại thải khí nhà kính (vốn là nguyên nhân chính gây ra biến đổi khí hậu) ra khỏi bầu khí quyển.